# 花氷 (松本清張)
『花氷』（かひょう）は、松本清張の長編小説。『小説現代』に連載され（1965年1月号 - 1966年5月号、連載時の挿絵は生沢朗）、1966年11月に講談社から刊行された。政界に根を張った利権を利用し、一攫千金を狙う不動産ブローカーの野心を描く、ピカレスク・サスペンス。
1982年にテレビドラマ化されている。

## あらすじ
東京・赤坂の寿司屋にて、粕谷為三は、かつて同棲していた愛人・霜井登代子と2年ぶりに再会した。粕谷は好奇心で登代子に伝言を送るが、現在の登代子が相当の金を持っていそうな様子から、自分の仕事に利用できないかと考え始め、登代子に接触をはかる。現在粕谷は、元バーの女・恵美子と同棲していたものの、そろそろ恵美子には飽きを覚えていた。
新宿二幸裏のバーで、不動産屋仲間から、九州出身の代議士・古賀が選挙資金の財源を求めている話を耳にした粕谷の頭に、底辺から這い上がるためのプランが浮かび始めた。愚鈍な銀行員の坂本が登代子に執着しているのを知った粕谷は、坂本を操りながら、銀行の支店長・黒川を引き込み、政界の実力者・高井派の利権に食い込もうと行動を始める。粕谷のプランは、埼玉県・岩槻の分譲地買収話から、広大な国有地の払い下げ計画へと発展、一攫千金の機会を得るが…。

## 主な登場人物

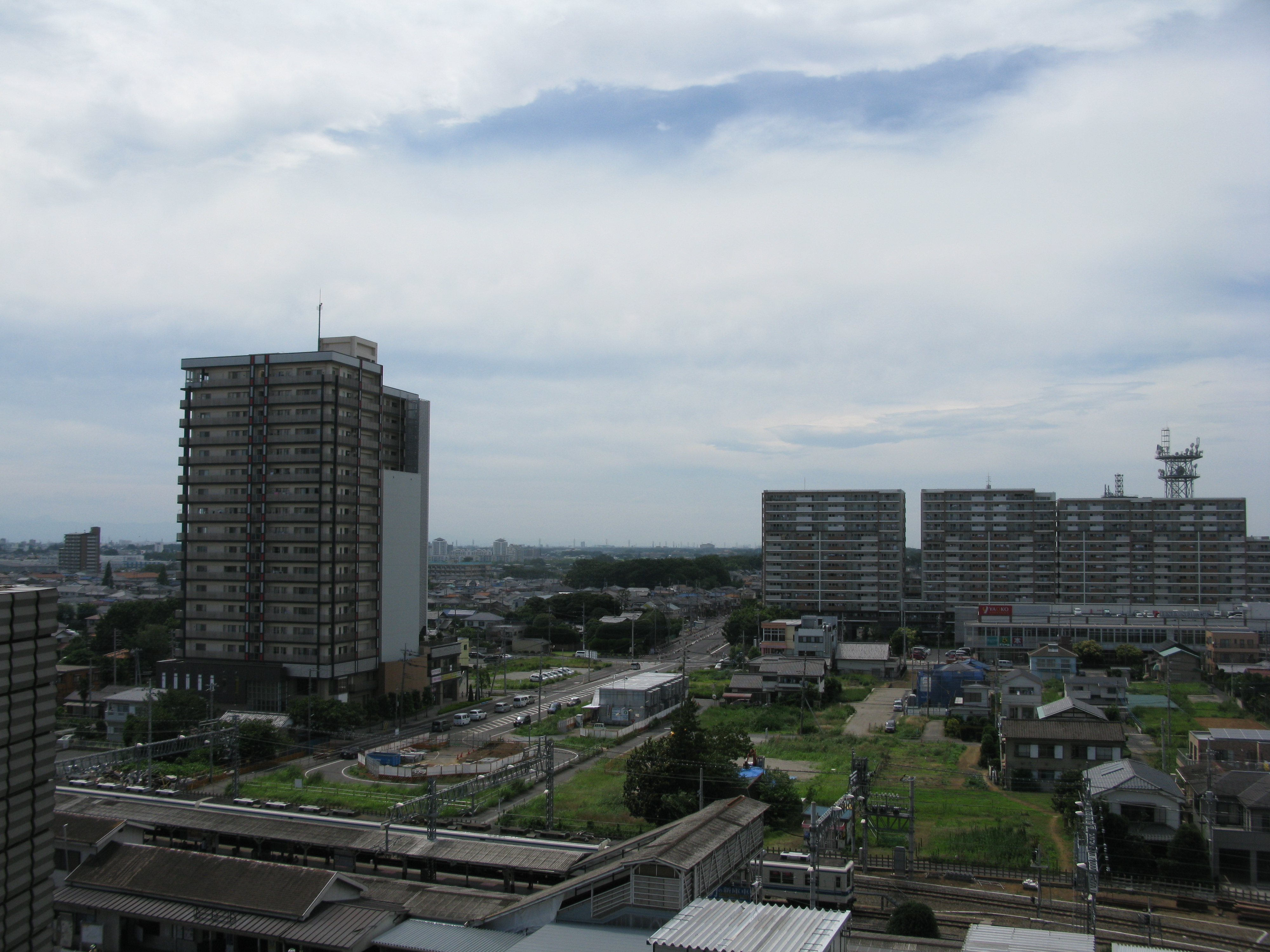
粕谷が払い下げを狙う国有地は、小説ではさいたま市岩槻区北部にある設定となっている（写真は岩槻駅北方）

- 原作における設定を記述。

粕谷為三
いくつもの職業を転々とし、現在の肩書きは池袋の「栄楽不動産株式会社専務」。常に人を利用することを考えている。
霜井登代子
元は洋品店の女房。粕谷に唆され、夫を捨てた過去を持っている。
坂本吉雄
東陽銀行不動産部の課長。資産運用の相談を契機に、登代子を知る。
川崎恵美子
粕谷の現在の同棲相手。
井本正子
新宿二幸裏のバーのマダム。
古賀重蔵
九州出身の代議士。高井派に属する。
高井市郎
日本を支配する一人と言われる政界の実力者。
黒川千太郎
東陽銀行の支店長。出世コースを歩いているが、目下、不良貸付の処理に悩んでいる。
坂本常子
坂本吉雄の妻。
小泉次郎
粕谷の不動産屋仲間。
原田保吉
粕谷の不動産屋仲間。

## テレビドラマ
「松本清張の花氷」。1982年3月30日、日本テレビ系列の「火曜サスペンス劇場」枠（21:02-22:54）にて放映。サブタイトル「野望に燃え二人の女を操りのし上がろうとする男の結末は？」。視聴率21.0％（ビデオリサーチ調べ、関東地区）。
キャスト
- 粕谷為三：近藤正臣 （不動産屋）
- 霜井登代子：風吹ジュン （粕谷の元妻）
- 井本正子：MIE （バーのママ）
- 坂本吉雄：長谷川哲夫 （東陽銀行東京支店課長）
- 黒川千太郎：滝田裕介 （東陽銀行東京支店長）
- 古賀重蔵：平田昭彦 （代議士）
- 高井市郎：佐々木孝丸 （大物政治家）
- 小泉次郎：石田純一 （栄楽不動産の社員）
- キミ子：嶋めぐみ （栄楽不動産の事務員）
- 原田保吉：谷崎弘一 （不動産屋仲間）
- 坂本常子：東山明美 （坂本の妻）
- 刑事：高峰圭二
- 田畑猛雄、吉田良全、吉佐美聖子、小野敦子、市川千恵子、市川勉、大井小町、側見民雄 ほか

スタッフ
- 脚本：宮川一郎
- 演出：真船禎
- 音楽：佐藤允彦
- 音楽協力：日本テレビ音楽
- プロデューサー：川原康彦、樋口清
- 制作協力：松竹、生田スタジオ
- 製作：日本テレビ

| 日本テレビ系列 火曜サスペンス劇場                                  | 日本テレビ系列 火曜サスペンス劇場 | 日本テレビ系列 火曜サスペンス劇場        |
| 前番組                                                             | 番組名                            | 次番組                                   |
| ------------------------------------------------------------------ | --------------------------------- | ---------------------------------------- |
| 乱れからくり ねじ屋敷連続殺人事件 （原作：泡坂妻夫） （1982.3.23） | 松本清張の花氷 （1982.3.30）      | 針の誘い （原作：土屋隆夫） （1982.4.6） |